# Élection présidentielle américaine de 2020 en Arkansas
L'élection présidentielle américaine de 2020, cinquante-neuvième élection présidentielle américaine depuis 1788, a lieu le 3 novembre 2020 et conduit à la désignation du démocrate Joe Biden comme quarante-sixième président des États-Unis.
En Arkansas, les républicains l'emportent avec Donald J. Trump.

## Résultats des élections en Arkansas
| Candidat présidentiel | Vice-président   | Parti politique | Vote populaire | %      | Vote électoral |
| --------------------- | ---------------- | --------------- | -------------- | ------ | -------------- |
| Donald J. Trump       | Michael R. Pence | Républicain     | 754,957        | 62.56% | 6              |
| Joe Biden             | Kamala Harris    | Démocrate       | 417,596        | 34.61% | 0              |
| Dr. Jo Jorgensen      | Spike Cohen      | Libertarien     | 13,036         | 1.08%  | 0              |
| Kanye West            | Michelle Tidbal  | Independent     | 4,068          | 0.34%  | 0              |
| Autres                | /                | /               | 17,040         | 1.41%  | 0              |

## Analyse
|                                                   | Comté(s) | Pourcentage |
| ------------------------------------------------- | -------- | ----------- |
| Comté le plus démocrate                           | Pulaski  | 59,98%      |
| Comté le moins démocrate                          | Scott    | 13,60%      |
| Comté le plus républicain                         | Searcy   | 83,73%      |
| Comté le moins républicain                        | Pulaski  | 37,47%      |
| Comté(s) démocrate en 2016 et républicain en 2020 | /        | /           |
| Comté(s) républicain en 2016 et démocrate en 2020 | /        | /           |